# Saber Marionette Z
SM Girls: Gaiden Saber Marionette Z, ou Z Saber marionete ("Gaiden" é conhecido como um lado da história para o mundo manganime) nasceu como um mangá Megumu Okada da mão como um caricaturista nas páginas da revista Gakko AnimeV do editor. O mangá foi feito até o sétimo episódio, o oitavo era errado, deixando a série inacabada. Por este motivo, nunca lançada em tankoubon. Foi originalmente escrito por Satoru Akahori como uma continuação para a série de OVAs de Saber Marionette R Mas, devido a problemas com a animação do pessoal, a série nunca teve lugar. Katsumi Hasegawa Akahori e reconstruir a história e decidiu seguir, mas no formulário de romance, chamado Saber marionete R II. Mas você nunca fez e Saber marionete R II viria a revelar-se um outro romance.

## História
- No estado de Roamana, 300 anos mais tarde, fez cópias dos circuitos do Otome ocorreu marionetes para dar uma nova vida. Tendo feito tantos exemplares que iam a deteriorar-se pior a pior, trazendo como loucura assassina e marionetes. Kitajima professor e sua filha procurar uma solução para este problema. Esta solução é zero, uma marionete criada em uma nova tecnologia experimental (o "Z" é o título para ela). Zero tem o poder de se fundirem com outros para alcançar o estado marionetes "super". Assim começa as aventuras de Zero para ser capaz de restaurar a paz para o estado romano.